# قصر الکبیر
قصر الکبیر یکی از شهرهای کشور مراکش است.
شهر قصر الکبیر در کنار رود لوکوس و در جاده فاس به رباط قرار دارد.